# Guardia Fronteriza de Ucrania
La Guardia Fronteriza de Ucrania (en ucraniano: Державна Прикордонна Служба України, TR: Derzhavna Prykordonna Sluzhba Ukrayiny, abreviado ДПСУ, DPSU) es una organización gubernamental de Ucrania con la finalidad de patrullar y proteger las fronteras de Ucrania y sus puestos fronterizos.
El servicio fue creado el 31 de julio de 2003 tras la reorganización del comité estatal en asuntos para la Protección de la Frontera del Estado. Durante la guerra, las unidades del Servicio Estatal de Guardia de Fronteras de Ucrania están bajo el mando de las Fuerzas Armadas de Ucrania. El Servicio Estatal de Guardia de Fronteras de Ucrania incluye la Guardia Marítima de Ucrania. También es responsable de administrar "Centros de Detención Temporal", en los que se retiene a los refugiados.
- Datos: Q2425785
- Multimedia: State Border Guard Service of Ukraine / Q2425785